# Madeira Story Centre
O Madeira Story Centre é um museu interativo português que relata a história e cultura da região, localizado na Zona Velha da cidade do Funchal, Madeira. O seu conteúdo histórico abarca desde as origens vulcânicas aos hidroaviões, passando pelas descobertas e até por ataques de piratas.
Este espaço inclui ainda uma loja de artesanato, um restaurante e jardins temáticos, onde se podem ver algumas plantas e flores típicas da região.

## História
O Madeira Story Centre abriu as portas ao público, pela primeira vez, no dia 29 de abril de 2005. As suas instalações, na Zona Velha da Cidade do Funchal, resultaram da reabilitação e transformação do edifício onde outrora tinha funcionado o Cinema Santa Maria, um dos mais antigos da cidade, num investimento de 7,5 milhões de euros pelo Grupo Blandy e pela Etergest.
Na sequência das dificuldades financeiras que enfrentava, com uma dívida acumulada superior a três milhões de euros, o complexo, constituído por museu, sala de exposições, loja de souvenirs e café, encerrou as suas atividades no dia 13 de fevereiro de 2015.  Ao longo destes dez anos, este centro de interpretação histórica, gerido e propriedade da FUN - Centros Temáticos do Funchal, recebeu uma média de 140 mil visitantes por ano, 98% dos quais turistas.
Em agosto de 2015, a FUN - Centros Temáticos do Funchal e consequentemente o Madeira Story Centre foram comprados por um grupo familiar madeirense, liderado por José Luís Paixão, tendo sido posteriormente anunciadas obras no edifício, cuja duração estava prevista para ser de um mês e meio. Finalmente, no dia 10 de dezembro de 2015, o Madeira Story Centre foi reaberto com várias novidades, entre elas a redução do preço para quase metade do valor anterior, uma medida com vista a garantir um aumento dos visitantes.

## Organização
A exposição do museu está organizada sequencialmente em etapas cronológicas, algumas resumindo séculos, outras eventos específicos. Assim, os temas agrupam-se da seguinte forma:
- As Origens Vulcânicas
- Flora
- Lendas da Descoberta
- Descoberta da Madeira
- Tumulto e Comércio
- Ilha Estratégica
- Desenvolvimento da Madeira
- Depois da Navegação
- Explore a Madeira